# Dalyiet-groep
De Dalyietgroep is een groep van mineralen die behoren tot de fylosilicaten en nauw verwant zijn aan het mineraal apofylliet.
Alle leden van de groep hebben een analoge structuur met SiO4-tetraëders.

## Armstongiet
Het mineraal is genoemd naar Neil Alden Armstrong, de eerste mens op de maan.

### Chemische formule
Armstongiet is een monoklien fylosilicaat met de structuur {\displaystyle {\ce {CaZr(Si6O15).3H2O}}}

### Kenmerken
- dichtheid: 2,71 g/cm³
- hardheid: 4 à 5 Mohs
- kleur: rozeachtig bruin
- Optische oriëntatie: tweeassig negatief

### Voorkomen
Is een heel zeldzaam mineraal dat slechts op twee plaatsen ontdekt werd. 
- Op het Khan-Bogdomassief (Mongolië) in een dorpje 43°12' N 107°12' E
- Op het Strange Lakecomplex, (schiereiland Labrador in Canada)[1]

### Ontdekking
In 1973

## Dalyiet
Het mineraal is genoemd naar Reginald Aldworth Daly, een Amerikaans geoloog.

### Chemische formule
{\displaystyle {\ce {K2ZrSi6O15}}}

### Kenmerken[3]
- dichtheid: 2,84
- kleur: kleurloos
- hardheid: 7,5

### Voorkomen
- Ascension
- Serra de Agua de Pau, Lagoa op de Azoren)
- Lamproite (Hellín te Spanje)

### Ontdekking
ontdekt door Renaat Van Tassel in 1952

## Davaniet

### Chemische formule
{\displaystyle {\ce {K2TiSi6O15}}}

### Kenmerken[5]
- dichtheid: 2,76
- kleur: kleurloos
- hardheid: 5

### Voorkomen
- Murun massief, Rusland
- Smoky Butte, Montana, USA

## Sazhiniet-(Ce)
Het mineraal werd genoemd naar Sazhin.

### Chemische formule
{\displaystyle {\ce {Na3-xHxCeSi6O15.nH2O}}}

### Kenmerken[7]
- dichtheid: 2,61
- kleur: grijswit, parelmoerwit
- hardheid: 2,5

### Voorkomen
- Karnasurt (berg), Lovozero (bergmassief), schiereiland Kola, Rusland

## Sazhinite-(La)

### Chemische formule
{\displaystyle {\ce {Na3La[Si6O15] . 2H2O}}}

### Kenmerken
- dichtheid:
- kleur: crèmekleurig wit
- hardheid: 3

### Voorkomen
- Windhoek, Namibië